# Desinić
Desinić est un village et une municipalité située dans le comitat de Krapina-Zagorje, en Croatie, entre la commune de Pregrada et la rivière Sutla, qui marque la frontière avec la Slovénie.
Au recensement de 2001, la municipalité comptait 3 478 habitants, dont 98,10 % de Croates et le village seul comptait 347 habitants.

## Localités

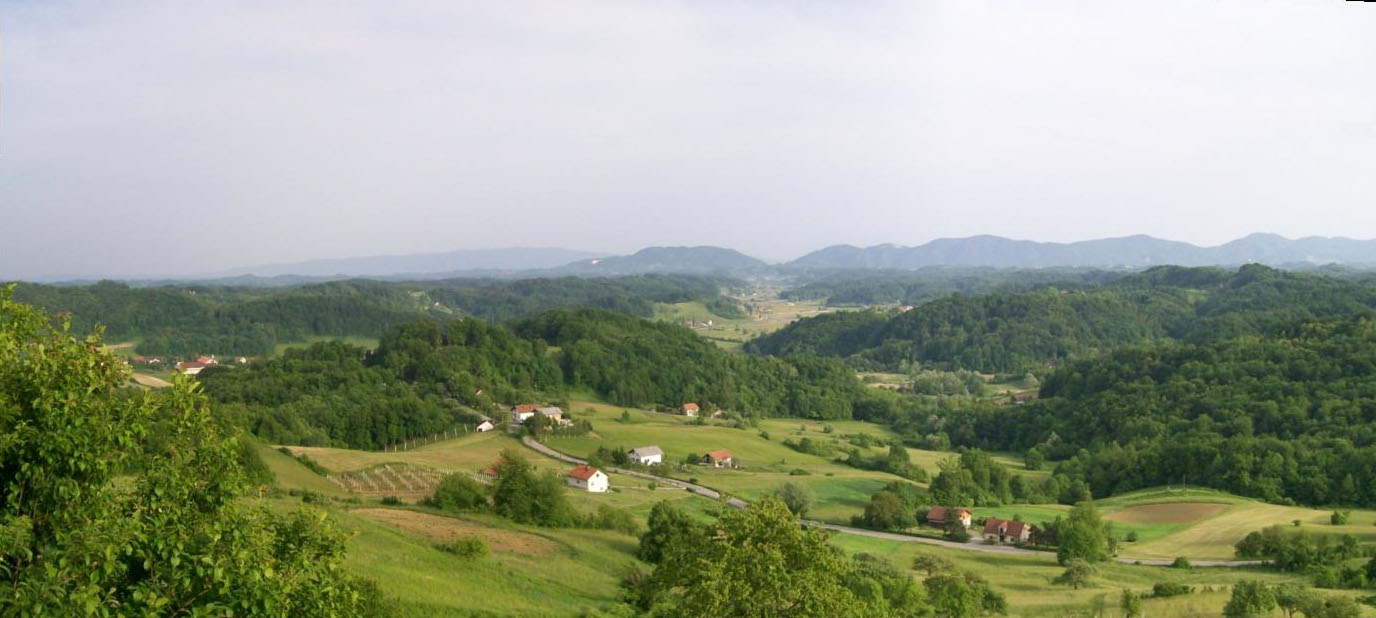
La région de Desinić vue du château de Veliki Tabor dont elle était le fief

La municipalité de Desinić compte 28 localités (nombre d'habitants selon le recensement de 2001) :
| - Desinić - 347 habitants - Desinić Gora - 153 hab. - Donji Jalšovec - 84 hab. - Donji Zbilj - 167 hab. - Dubravica Desinićka - 38 hab. - Gaber - 144 hab. - Gora Košnička - 116 hab. - Gornji Jalšovec - 84 hab. - Gornji Zbilj - 56 hab. | - Gostenje - 96 hab. - Grohot - 32 hab. - Hum Košnički - 105 hab. - Ivanić Desinićki - 594 hab. - Ivanić Košnički - 33 hab. - Jazbina - 53 hab. - Jelenjak - 113 hab. - Klanječno - 61 hab. - Košnica - 105 hab. | - Nebojse - 88 hab. - Osredek Desinićki - 51 hab. - Ravnice Desinićke - 202 hab. - Stara Ves Košnička - 22 hab. - Šimunci - 110 hab. - Škalić Zagorski - 37 hab. - Trnovec Desinićki - 115 hab. - Turnišće Desinićko - 136 hab. - Turnovo - 29 hab. - Velika Horvatska - 307 hab. |

## Histoire
On trouve la première mention de Desinić aux alentours de l'année 1334 dans les statuts de l'évêché de Zagreb, sous la dénomination d'"Ecclesia sancti Gheorgii de Zothla" comme lieu d'une Paroisse saint-Georges.
L'église paroissiale appartenait au fief du château de Veliki Tabor, et celui-ci à un district fiscal du Zagorje (Cultellus de Zagorie), dans un comitat de Vrbovec,.
En 1590, le Roi Rodolphe accorde à la Paroisse le statut de centre de foire, ce qui donnera à Desinić son rôle de centre local des échanges.

Armes des comtes de Celje

Jusqu'au milieu du XVe siècle c'étaient les comtes de Celje qui possédaient la région de Desinić : le roi Sigismond de Luxembourg le leur avait attribué, après que le comte Hermann II l'avait sauvé  à la Bataille de Nicopolis en 1396.
De 1397 à 1399 Sigismond leur avait attribué la ville de Varaždin, le comté de Zagorje, et nombre d'autres possessions en Croatie.
C'est aussi en raison de leurs liens avec la famille de Luxembourg qu'ils l'ont perdue, puisque c'est en défendant les intérêts de Ladislas le Posthume, petit-fils de Sigismond, contre les Hunyade, que le petit-fils de Hermann II, Ulrich II de Celje, fut assassiné  en 1436 à Belgrade par les sbires de Ladislas Hunyade, ce qui mit fin à la dynastie des comtes de Celje.
Ce sont les Habsbourg qui, à l'issue d'une courte guerre, reprirent les possessions des comtes de Celje.

### Le domaine des Rattkay

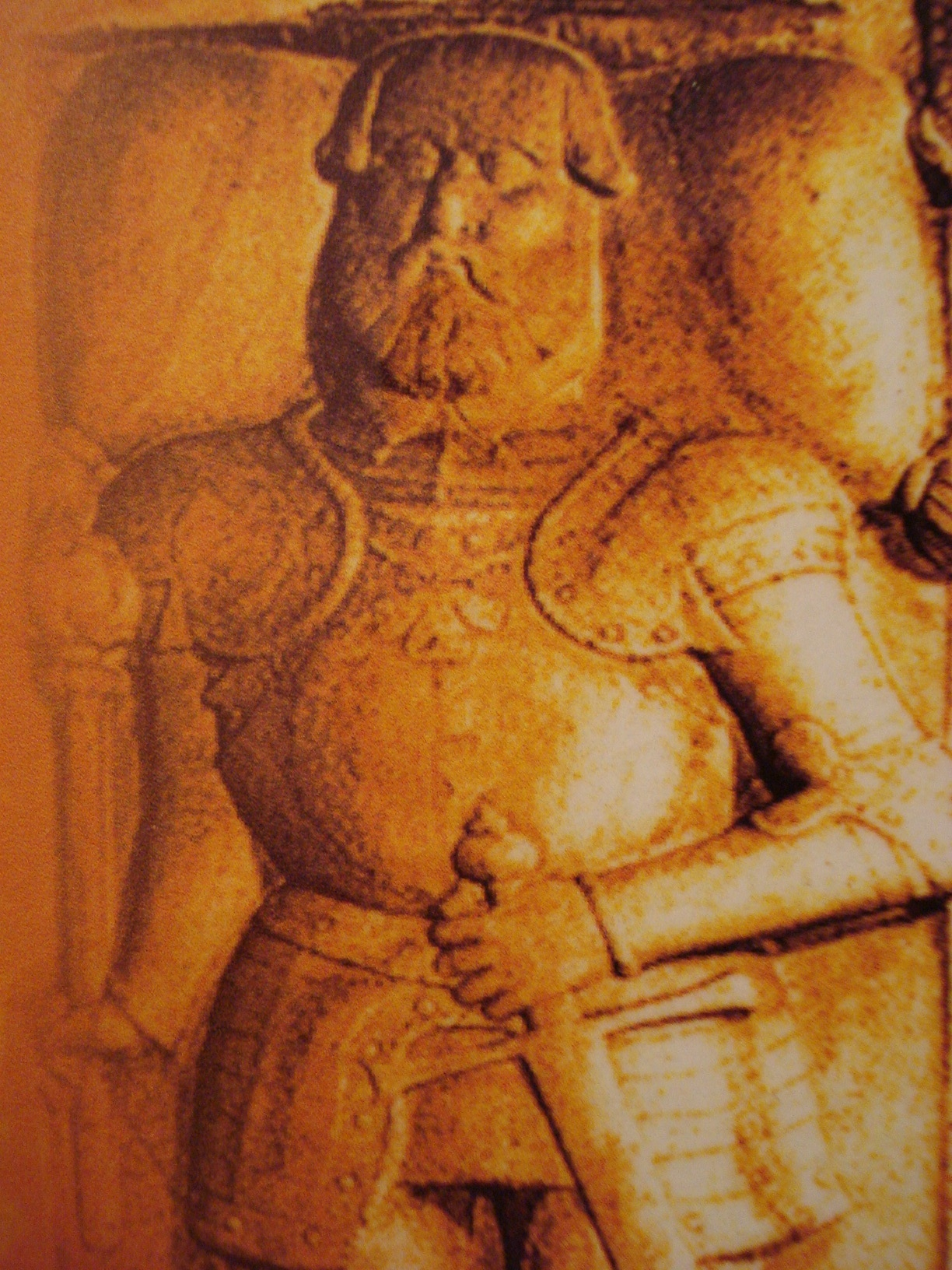
Pierre II, baron Rattkay

En 1502, le fief passe aux mains de la noble famille Rattkay, originaire de Hongrie, qui le gardera jusqu'en 1793, et marque son histoire, puisque les habitants du lieu sont encore fiers de s'appeler "ratkajci" :
le fils illégitime de feu le roi Matthias, Jean Corvin, alors Ban de Croatie, attribue alors les terres de Desinić, dépendantes du château du Veliki Tabor, au capitaine Paul Rattkay de la noble famille hongroise de Ratkha, que les documents historiques mentionnent dès l'an 1400, du nom de leur domaine sur la rivière Sajó dans le district de Gömör (Gemer en slovaque comme en croate) dans ce qui était alors la Haute-Hongrie, "de Ratkha"  se traduisant en hongrois par "Rattkay" dans la graphie de l'époque.
Paul meurt en 1503 ; ses frères Benoît (mort en 1520) et Louis (mort en 1530) lui succèdent. À ce dernier, Georges de Brandebourg vendra aussi en 1524 le château de Mali Tabor ("Le Petit camp") à 3 km au nord de Hum na Sutli, de sorte que les documents parleront de Paul, Benoît et Louis Rattkay comme des Rattkay de Nagy et Kys Tabor --Nagy voulant dire "grand"  et kis (pron. actuelle "kich") "petit"  en hongrois.
Paul II Rattkay (mort en 1556), fils de Louis, fut vice-Ban de Croatie en 1538 et 1539, sous-joupan des comitats de Križevci et Varaždin et juge patricien (plemićki sudac) du comitat de Varaždin. Il se distingua dans la guerre contre les Ottomans à Veszprém en 1549 et Babócsa en 1556.
C'est à ses fils Paul III (mort aux environs de 1578) et Pierre II (mort en 1586) que le roi Ferdinand I accorda en 1559 le titre de baron.
En 1578, c'est le roi Rodolphe II qui accorde à Pierre II une charte renouvelant le titre de noblesse des Rattkay et leur blason, pour ses exploits contre les Turcs dans la frontière militaire de la Croatie.
Ses fils fondent deux branches de la famille dont l'une disparaît vers 1689 avec la mort de Paul-Antoine, fils de Paul IV.
L'autre branche de la famille, pour trois siècles de défense de la chrétienté  et du royaume de Hongrie-Croatie contre les envahisseurs ottomans, reçoit en 1687 du roi Léopold Ier le titre de comte, ce qui place la famille au plus haut rang de la noblesse croate.
C'est cette branche qui s'éteint en 1793 avec Joseph-Jean.

### À partir duXIXesiècle
Les premières traces écrites d'un recensement de la population remontent à l'année 1823, dans le registre paroissial le plus ancien Status animarum sous le pastorat de Johanes Sepok et le vicariat de Josip Strittoff.
L'époque du royaume de Yougoslavie est celle ou Željko Hohnjec, le personnage le plus en vue de Desinić, a construit une centrale électrique marchant au diesel, une adduction d'eau avec station de collecte et réservoir sur la colline au-dessus de Lugarić, et une ferme moderne avec silos et vergers. C'est la famille Hohnjec qui a construit la plupart des immeubles que l'on trouve au centre du village.
L'école était alors le siège d'une association de "Sokols yougoslaves", marquée par la propagande grand-serbe, à laquelle on forçait les enfants à participer. On raconte qu'en 1934, l'élève Papić Juro, de Jalšovec Donji, avait mordu au mollet l'instituteur Meštrić pendant que celui-ci le battait pour n'être pas à jour de sa "cotisation".
En 1941, le Monténégrin Josip-Zefa Dritanović, qui dirigeait l'école, commence à collaborer clandestinement avec les Partisans locaux, que la plupart des enseignants finirent par soutenir, les plus actifs  étant Josip Štimac-Učo et Ankica Odorčić, finalement fusillée par les Allemands.
Pour leur donner la chasse, le Tabornik (chef de camp) oustachi Masnec s'installe au printemps de 1942 comme chef Oustachi local.
Desinić n'a pas trop souffert de la Seconde Guerre mondiale.
Après la guerre, une grande pauvreté s'installe, avec la réduction de la commune au statut de communauté locale au sein de la municipalité de Pregrada, la nationalisation et la prétendue réforme agraire, qui morcèle encore aujourd'hui terrains et propriétés.
C'est en 1945 qu'est créée la Coopérative paysanne d'approvisionnement et de consommation (Seljačko nabavno-potrošačka zadruga). D'autres coopératives sont créées dans les villages (Trnovec, Jelenjak, Košnica, Gaber et Ravnice), qui sont fusionnées en 1961 en une Coopérative agricole unique (Poljoprivredna zadruga Desinić), en tant que successeur légal de la Coopérative viti-vinicole (Vinogradarsko-vinarska zadruga) fondée en 1931.
La Coopérative a fait faillite en 1993, mais demeure le vecteur du développement économique et de ce fait, le centre du pouvoir politique et financier.
En 1993, après l'indépendance de la Croatie, Desinić a recouvré son statut de municipalité.
Cependant l'indépendance de la Slovénie, puis son entrée dans l'Union Européenne, ont rendu plus difficile les échanges à travers la frontière, et mis fin à de nombreux emplois permanents.
Pendant les années 1960 à 1980, nombre d'habitants de Desinić se sont exilés pour trouver de quoi vivre, dans les pays d'Europe occidentale, en Amérique et en Australie.

## Les associations

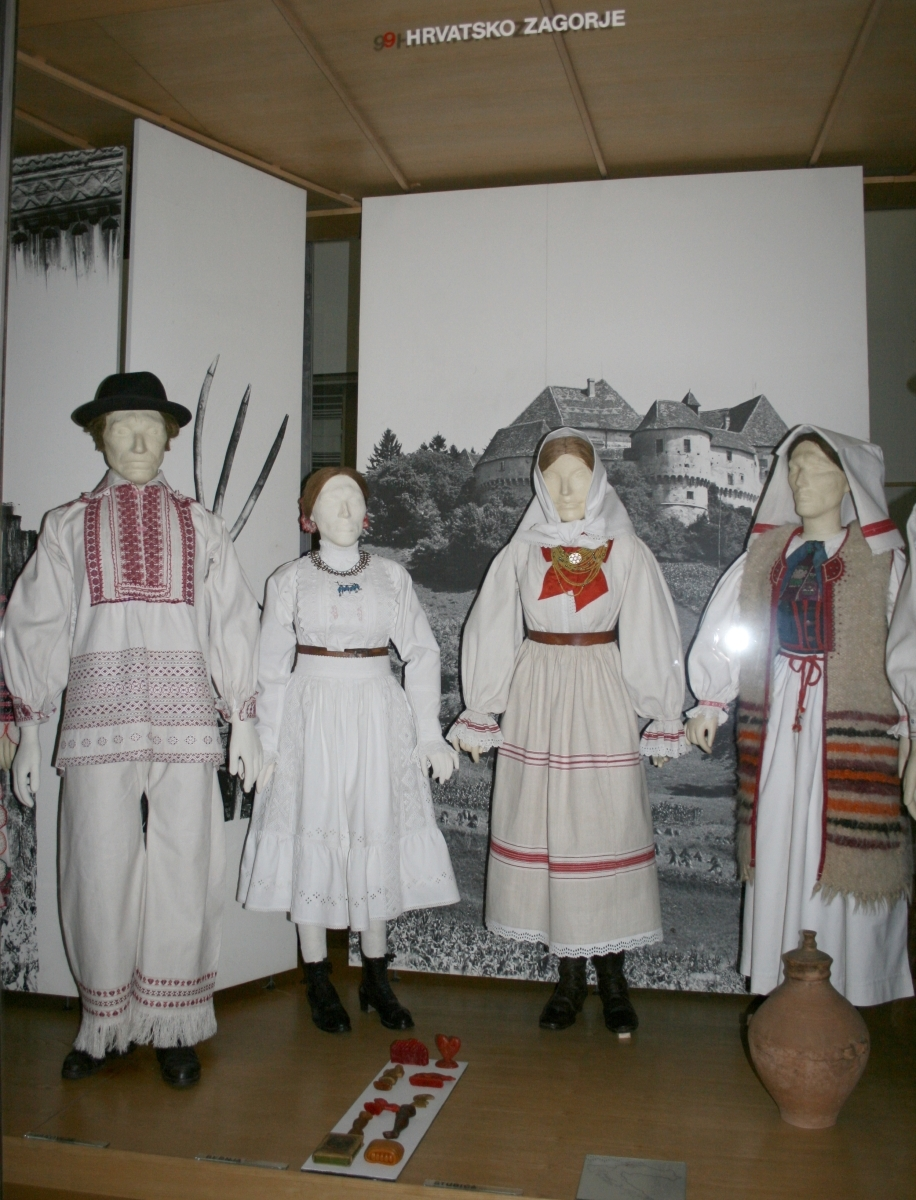
Costumes traditionnels du Zagorje croate, devant une photo du château de Veliki Tabor

La plus ancienne association est celle des pompiers volontaires (Dobrovlojno Vatrogasno Društvo Desinić), fondée en 1931
La fanfare de Desinić a été créée en 1937 par Karlo Lugarić, qui a formé de nombreux musiciens de la région, et dont elle conserve aujourd'hui le nom : Limena glazba Karlo Lugarić, ; elle est dirigée par Darko Lugarić, tandis que l'association est présidée par Božo Brundić.
L'Association des Chasseurs s'appelle Šljuka ("La bécasse").
Il y a un club de football (Nogometni klub Desinić), créé le 25 avril 1978 et présidé par Josip Šlogar
et, comme à Kraljevec na Sutli, un Club des Mousquetaires (ici appelé Desinička kubura) qui se réunit en costume d'époque et décharge ses pétoires à l'occasion.
Les Majorettes de Desinić (Desiničke mažoretkinje), fondées en 1988, ont pour Présidente Tomica Fiket ; il y a aujourd'hui quatre équipes distinctes.
Elles ont adhéré en 1999 à l'Association Croate des Majorettes (Hrvatski savez mažoretkinja) et à la National Baton Twirling Association-Europe, puis en 2000 à l'Union des Associations Culturelles et Artistiques Amateurs du Comitat de Krapina-Zagorje.
Elles se sont produites en Autriche, en Tchéquie, en Italie, en Macédoine, en Allemagne, en Pologne et en Slovénie.
En 2000 à Cavtat, elles sont devenues championnes de Croatie, et à Dubrovnik championnes d'Europe.
L'association Udruga mladih S · E · P, créée le 22 février 2008 et présidée par Silvio Regvar, cherche à mobiliser les jeunes pour des entreprises d'intérêt général dans l'ensemble de la région.
Dans l'ancienne salle de cinéma le centre multimédia Božidar Brumen a installé des ordinateurs et des jeux vidéo.
L'Association Culturelle et artistique "Horvatska" (Kulturno Umjetničko Društvo "Horvatska") vise à promouvoir et à transmettre le patrimoine culturel de la région ; elle rassemble une cinquantaine de membre répartis en trois sections ; la Grande et la Petite section folklorique, l'une et l'autre dirigées depuis février 2007 par Damira Šemovčan, et la Section des tamburas.

### L'AssociationVeliki Tabor
L'Association "Veliki Tabor" (Udruga "Veliki Tabor") est la concrétisation formelle, en 1998, d'un projet entrepris dès 1975 par le désormais feu professeur Josip Štimac pour restaurer le château du Veliki Tabor, alors laissé à l'abandon.
C'est alors qu'avait été lancé le "Musée local de la commune de Pregrada" (Zavičajni muzej općine Pregrada) puisqu'alors Desinić en faisait partie.
Le 3 mars 1990 était fondée l'Organisation associative pour la revitalisation du Veliki Tabor (Društvena organizacija za revitalizaciju Velikog Tabora), successeur légal du "Musée local" et précurseur de l'Association actuelle.
En 1993, à l'occasion du 200e anniversaire du décès du dernier héritier mâle de la famille Rattkay, l'Organisation a tenu, avec l'aide du Musée Historique Croate, une grande exposition sous le nom "Les Rattkay de Veliki Tabor dans l'histoire et la culture croates" (Rattkayi Velikotaborski u hrvatskoj povijesti i kulturi).
Aujourd'hui, l'Association coopère avec succès avec d'autres telles que les "Maris du cœur de Zagorje" (Muži zagorskog srca) ou les "Frères du Dragon Croate" (Braća Hrvatskog Zmaja), dans la promotion de l'héritage culturel de Desinić et de sa région.

## Les écoles
Le premier instituteur de Desinić fut l'organiste Mihalj Šibl, originaire de Zlatar, venu en 1843 seconder le curé de la paroisse.
À partir de 1869 la fonction est reprise par un instituteur de profession, également organiste à l'église paroissiale, Juraj Prejac, né le 14 avril 1847 à Sveta Marjeta niže Ptuja ("Sainte-Marguerite-sous-Ptuj" dans l'empire d'Autriche, aujourd'hui Gorišnica en Slovénie) et père du musicien Đuro Prejac ; il y restera jusqu'en 1892.
Il y a créé le jardin pédagogique, qui lui a valu des récompenses de l'archevêché de Zagreb et du gouvernement royal de Croatie.
Les cours se faisaient d'abord dans une pièce unique, à trois classes confondues ; en 1864, la municipalité a commencé à construire une école, achevant celle-ci pour le début des cours l'année suivante ; elle comprenait une grande salle de classe et un appartement de trois pièces pour l'instituteur.
En 1875, la grande salle qui servait d'école a été divisé  en deux parties égales, un instituteur adjoint venant seconder l'instituteur principal. Les cours duraient la moitié de la journée pour la 1re et la 2e (enfants de 8 et 9 ans) et toute la journée pour la 3e et la 4e (10 et 11 ans).
En 1874 l'état, c'est-à-dire l'administration du royaume, prend le contrôle de l'école.
En 1881, une femme est pour la première fois nommée institutrice adjointe.
En 1906 commencent les travaux de construction pour une école locale à Velika Horvatska, dans le château Erdődy.
À partir de 1914 celle-ci sert de nouvelle école communale pour les villages de Ravnice, Turnovo, Zbilj Gornji, Zbilj Donji et Velika Horvatska : c'est-à-dire que pendant la Première Guerre mondiale il y avait deux écoles communales à Desinić.
Immédiatement après La Seconde Guerre mondiale, il n'y avait encore que quatre classes à Desinić.
En 1946/1947 commence à opérer une classe de 5e (12 ans) dans les locaux de la clinique vétérinaire, puis une classe de 7e dans l'appartement privé de Željko Hohnjec.
En 1947 commence le cours des "Élèves dans la nature" (Učenici u privredi).
En 1948/1949 une école commence à fonctionner à Gostenje, pour les quatre premières classes, en tant que filiale de l'école de Desinić.
À partir du 15 mars 1952 commencent les travaux pour l'école de Jelenjak.
C'est en 1954 que l'école de Desinić reçoit l'électricité.
Le 15 septembre 1955 s'ouvre la huitième et dernière classe du cursus, le Collège en est désormais un à part entière et les premiers titulaires du Brevet obtenu à Desinić sont :
Pokupec Srečko,
Dravinec Andrija,
Turniški Nevenka,
Pasarić Nada...
La construction du bâtiment scolaire actuel commence le 15 janvier 1961, et il est inauguré  le 1er septembre 1965.
À partir de 1963 l'enseignement est interrompu à Gostenje, et les écoles de Velika Horvatska, Jelenjak et Vinagora, qui avaient enseigné jusqu'à la 7e voire la 8e (Velika Horvatska) deviennent des annexes locales pour les petites classes (de la 1re à la 4e) du Collège de Desinić.
Le 24 avril 2008 un nouveau bâtiment scolaire est inauguré à Velika Horvatska.
Les Pionniers étaient populaires au Collège de Desinić : d'un côté ils étaient idéologiquement marqués, de l'autre ils donnaient accès à des excursions gratuites.
C'est depuis 1959 qu'il possède un orchestre de tamburas.
Le Collège a aussi eu un Club des jeunes techniciens, sous la direction de l'instituteur Josip Belina, où se trouvaient des sections de Radio-amateurs, de photographie, de maquettes de bateaux et d'avions. Le Club a obtenu quelques résultats lors de concours.
Les élèves ont aussi reçu des récompenses dans des concours artistiques et littéraires.
Le Jardin d'enfants "des pâquerettes" (Dječji vrtić “Tratinčica”) est dirigé  par Brankica Behin-Brundić.

## Les églises

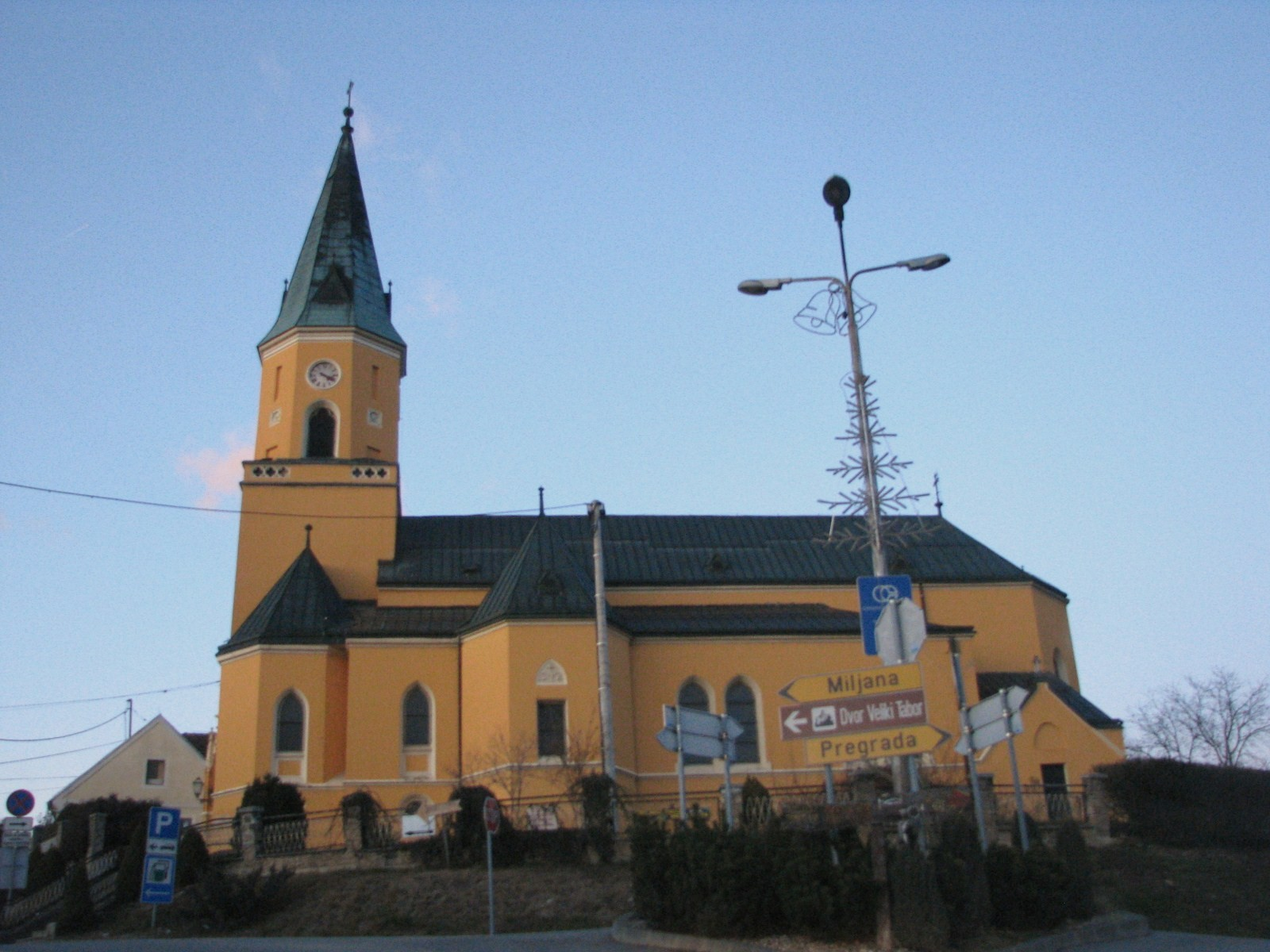
L'église Saint-Georges martyr sur la place du même nom (Sveti Juraj Mučenik) à Desinić

La première église paroissiale était construite là où se trouve maintenant la salle de catéchisme : c'est ce qu'on a découvert en 1979 en creusant une tranchée.
La première mention d'une église à Desinić remonte à 1590, dans l'autorisation que le roi Rodolphe accorde de tenir une foire annuelle autour de l'église "s. Georgii" et de la chapelle "s. Annae in Desinych".
En 1639 une église est construite, puis  élargie en 1676, dans le style baroque. Le 6 septembre 1688, elle est consacrée par l'évêque de Zagreb, Aleksandar Ignjat Mikulić.
Une nouvelle église Saint-Georges Martyr ("Sveti Juraj Mučenik"), construite suivant les plans de l'architecte Josip Vrancaš-Požeški au centre du village, est bénie par le Curé local Juraj Novak le 1er novembre 1902.
Détruite par un incendie le 14 novembre 1907, elle a été reconstruite sous son aspect actuel, et c'est Alojzije Stepinac, alors archevêque coadjuteur de Zagreb, qui la consacre en 1937 ; à cette occasion la fanfare de Desinić fait sa première représentation sous la direction de Karlo Lugarić.
Cette église possède un chevet polygonal, avec lequel la sacristie et les chapelles latérales forment un plan d'étage en forme de croix. La crypte abrite les tombes de plusieurs membres de la famille Rattkay.
Sur la façade principale au-dessus du portail on trouve un relief du Sacré-Cœur de Jésus, entouré de deux anges.
Un orgue Opus 60 de J. Brand, acheté au début du XXe siècle, orne le grand chœur.
Le clocher possède une galerie, des horloges, et une flèche en biseau.
L'église conserve l'épitaphe de la pierre tombale de Pierre II Rattkay, trois calices d'argent, un missel ancien, un encensoir datant du début de l'époque baroque, un reliquaire de la Sainte Croix du Baroque tardif, une charte en peau de daim reliée d'or.
L'actuelle chapelle Sainte-Anne (Kapela Svete Ane), à côté du Collège Đuro Prejac et de la Cure rue... Rattkay (Ratkajeva ulica, au sud du village), est l'un des rares bâtiments de style romantique de la Croatie du nord. Elle a été décorée par le peintre Oton Iveković, qui a représenté La Cène ("Posljednja večera"), Saint Cyrille ("Sv. Ćiril"), Le Bienheureux August Kažotić ("Blaženi August Kažotić") et Saint Jérôme ("Sveti Jeronim").
La chapelle Saint-Jean Baptiste (Kapela Svetog Ivana Krstitelja) de Ravnice Desinićke, à 2,3 km à l'ouest de Velika Horvatska a été construite récemment, grâce aux efforts du Curé, Franjo Mezak.
Il y a une chapelle Ste-Madeleine (Kapela Svete Magdalene) datant du XVIIe siècle à Hum Košnički.
À la sortie est de Desinić est dressée une colonne au sommet de laquelle trône une statue de la Reine Mère de Dieu (Majke Božje Kraljice) qui date du XVIIe siècle. La région est connue pour ses nombreuses croix, que protège un toit  (raspela).
Et bien sûr, à 1,5 km à l'ouest du centre du village, la chapelle de saint-Pierre et saint-Paul du château de Veliki Tabor a été rénovée avec l'ensemble, et son clocher sonne toutes les heures l'air de "Vu plavem trnaci" (en français : "Dans les jardins bleus") composé par Đuro Prejac.

## Le château de Veliki Tabor

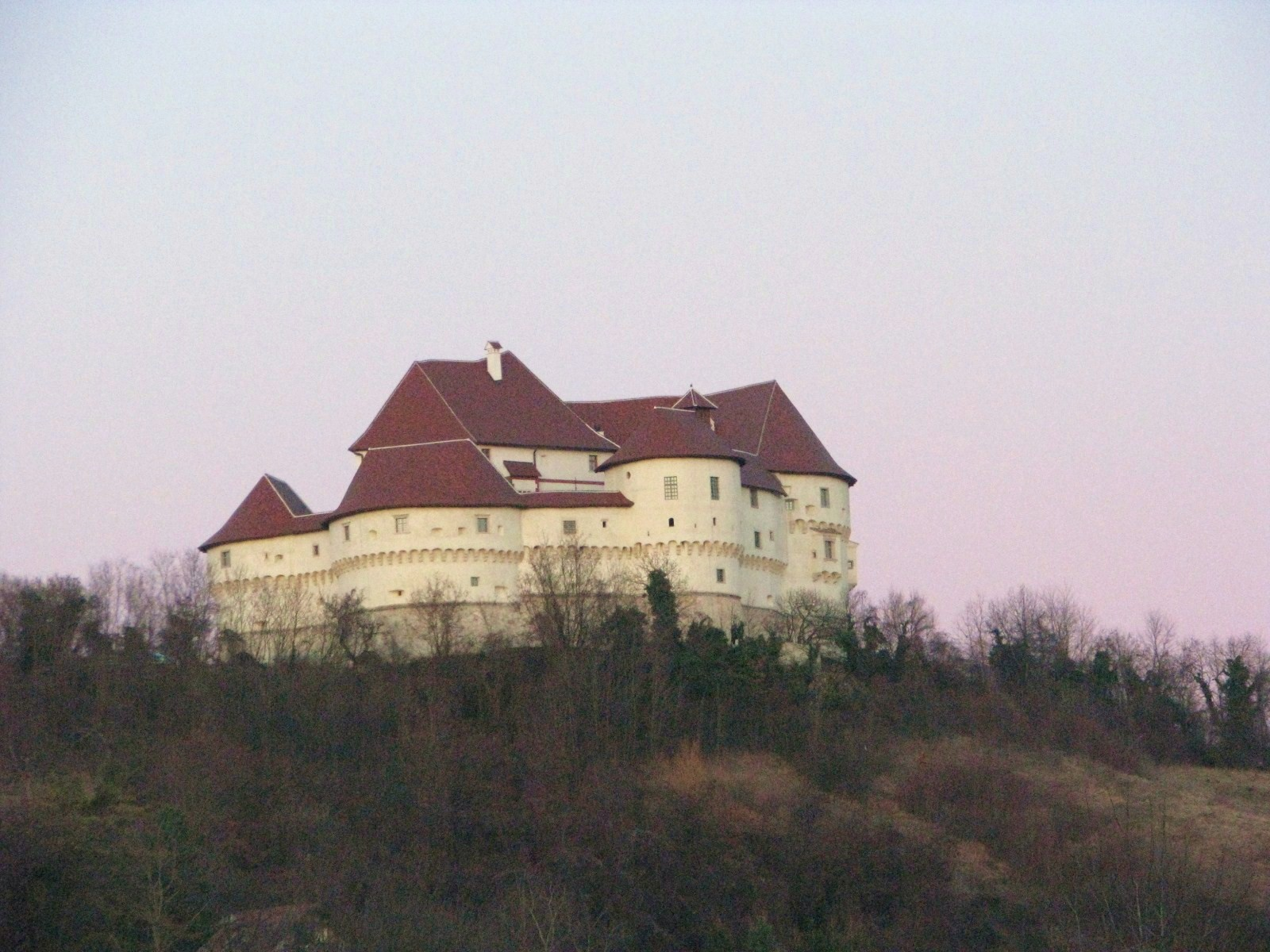
Le château de Veliki Tabor flambant neuf après sa restauration, achevée en novembre 2011

Le château de Veliki Tabor ("Le grand camp") occupe  3 340 m2 sur une colline, à 1,5 km au nord-ouest de Desinić, à 334 m au-dessus du niveau de la mer.

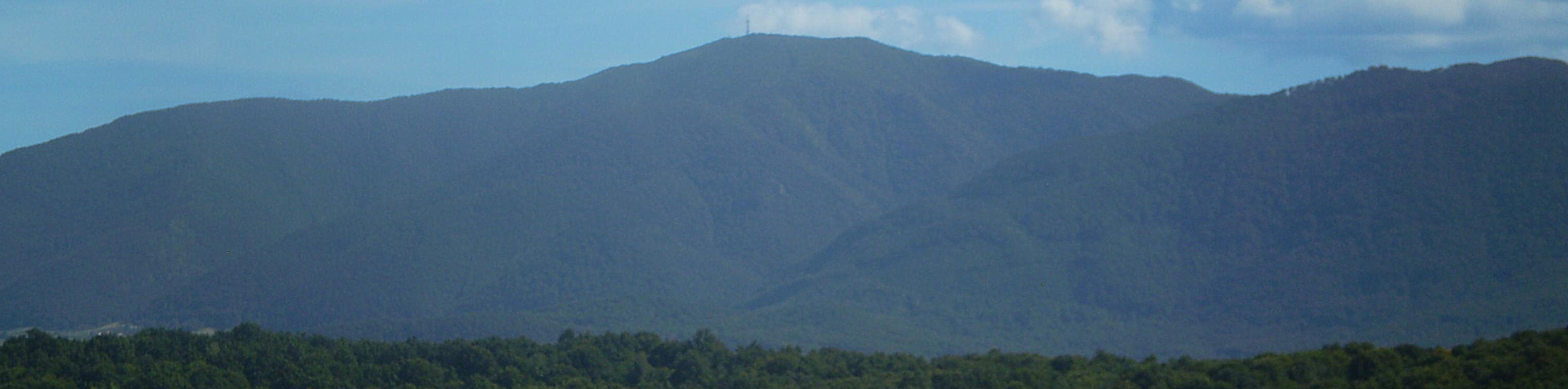
La chaîne de l'Ivanščica

De ses tours à l'extrémité ouest du Zagorje croate on peut voir les collines de Desinićka gora, Kunagora, Kostelska gora et Vinagora.
Au-delà, on peut apercevoir au sud au-delà de la Montagne de Cesargrad jusqu'à la Medvednica, à l'ouest au-delà de l'Ivanščica jusqu'à la vallée de la Drava et la plaine de Hongrie, voire jusqu'à la Styrie.

### Une vraie forteresse
Le nom de "camp" du Veliki Tabor lui vient de sa fonction militaire : il devait permettre aux populations des alentours de se réfugier derrière son mur d'enceinte et de se nourrir dans ses dépendances, aujourd'hui disparus) face aux raids de pillage des Akıncılar (cavalerie légère) ottomans.
Le château se trouve à l'extrémité occidentale d'un système de fortifications qui s'étendait jusqu'aux contreforts orientaux de l'Ivanščica, la montagne la plus élevée de la Croatie du nord-ouest, et comprenait également les forteresses de Mali Tabor, Kostelgrad, Gorica, Cesargrad, Lobor-grad, Oštrc, Pusta Bela, Milengrad, Greben-grad et Konjščina.
C'est en 1513 qu'un document mentionne pour la première fois le Veliki Tabor, comme "Naghthabor" (on écrirait aujourd'hui Nagy Tabor, hongrois pour "Grand Camp").
On utilise aussi parfois l'appellation ancienne de Vingrad, qui n'est toujours pas oubliée dans la région.

### Propriétaires auxXIXeetXXesiècles
Après les comtes de Celje et les Habsbourg puis, du XVIe au XVIIIe siècle, la famille Rattkay, le Veliki Tabor n'a pas retrouvé de vrai seigneur : il s'est d'abord trouvé sous l'administration de la Chambre royale (kraljevska komora) puis le roi François II l'accorda au ministre Thugut, puis il revint sous la garde de la Chambre royale jusqu'à la fin du XIXe siècle, lorsque les frères Grunwald, deux négociants, en devinrent propriétaires jusqu'à la Première Guerre mondiale. Pendant la guerre le château servit de prison, pour se retrouver en 1927 sans personne pour l'entretenir.
C'est alors que le peintre Oton Ivekovic, celui-là même qui a décoré la Chapelle Sainte-Anne à Desinić, l'acheta aux enchères pour 100 000 dinars, le gouvernement en rajoutant 10 000 pour la nécessaire remise en état.
Bien qu'attiré  et inspiré par son pays natal, Oton Ivekovic n'a guère entretenu le château ; tombé malade, il l'abandonna en 1935 pour la ville de Klanjec, où il mourut quatre ans plus tard. En 1938 la famille Iveković brada le château à l'administration provinciale (banska uprava), mais aucun des départements de cette administration ne voulut s'en charger : elle le confia ensuite aux Filles de la Miséricorde de Blato à Korčula (Kćeri milosrđa iz Blata na Korčuli).
Pendant la Seconde guerre mondiale, celles-ci y soignèrent les Partisans, et après la guerre, jusqu'en 1950, s'y occupèrent d'une soixantaine d'enfants qui avaient perdu leurs parents pendant la guerre.
Il appartient aujourd'hui à l'état croate, qui en a fait un musée et une attraction touristique, après l'avoir fermé au public et restauré de novembre 2008 à novembre 2011,.
Depuis 2002, le Veliki Tabor est le lieu de rendez-vous d'un festival international de courts métrages.

### Construction

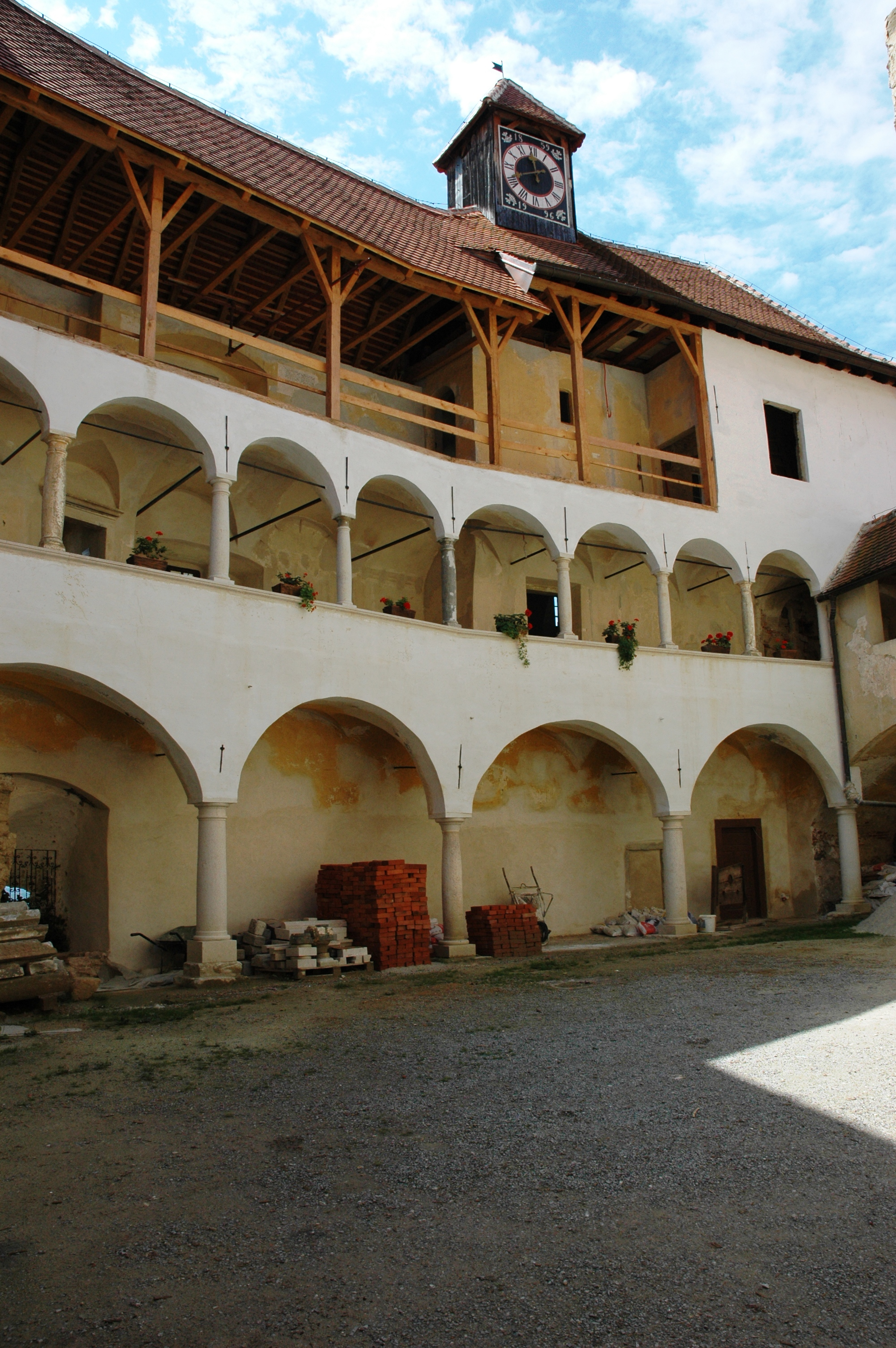
La cour intérieure pendant les travaux

Le bâtiment est polygonal, d'organisation centralisée : il se compose d'une enceinte avec quatre tours en forme de fer à cheval liées par un rempart et d'un bâtiment central pentagonal. La Tour aux Quatre angles date du XIIe siècle.
Les autres tours ont été construites aux XVe et XVIe siècles et l'entrée date des alentours de 1820.
La plupart du bâtiment est de style renaissance, avec des ajouts postérieurs de style baroque.
Le château est couvert de toits en forte pente, faits de douze matériaux différents.
Le côté extérieur des murs présente trois zones: la partie inférieure avec des fondations obliques qui se terminent par un cordon, la partie moyenne qui correspond à la défense, et la partie supérieure avec triples mâchicoulis en pierre.
La cour comprend trois étages avec des galeries à arcades soutenues par des piliers cylindriques, sauf dans sa partie occidentale qui abrite un logement, et où la galerie a été construite en bois. Elle possède un vaste puits profond de 31 m et un ancien cellier.

### Aménagement
Le rez-de-chaussée sert de cave, et les trois étages supérieurs servent d'habitation.
Le hall est décorée de hallebardes, et le musée expose des véhicules anciens, des objets ethnographiques, une pharmacie d'époque, des épées et des armures, des peintures et des poteries, y compris une rétrospective de la famille Rattkay.
La chapelle du château, consacrée à saint Pierre et saint Paul expose le crâne d'une femme, découvert en 1982, et que l'imaginaire local attribue à la légendaire Veronika de Desinić.

### Aux alentours
On raconte que, dans tous les châteaux de la région, il y a un tunnel souterrain qui mène au cours d'eau le plus proche.
Lorsque c'étaient les Filles de la Miséricorde qui habitaient le château, une oie est tombée dans le puits. Et à partir de ce puits, l'oie a trouvé un souterrain qui menait au ruisseau de Košnička Gora. Mais aujourd'hui, on a oublié  où débouche le tunnel.
Sur un chemin qui mène au château, à 800 m à l'ouest du centre du village au lieu-dit Grešna Gorica, une famille astucieuse en a construit en 2007 un modèle réduit au 1/100 pour attirer le tourisme rural, en y rajoutant le mur d'enceinte et les dépendances qui complétaient sa fonction militaire, et qui au fil du temps ont disparu de l'original. Pour faire bonne mesure, elle présente aussi une maquette de la chapelle sainte-Madeleine de Hum Košnički et celle d'une habitation locale typique.
On peut désormais visiter sur "Street View" de Google Earth deux des routes qui traversent la commune et donc voir les paysages, qui feraient penser au sud-ouest de la France tant les champs de maïs (kukuruz en croate) y sont prépondérants avec quelques vignes, n'étaient les toits plus en pente qui, comme la musique populaire, rappellent davantage la Suisse ou l'Allemagne, mais en moins riche et moins bien tenu : il y a même des maisons qui paraissent à l'abandon.
La plupart des églises et croix monumentales sont donc à portée de vue et on peut désormais y visiter le château de Veliki Tabor jusqu'à sa cour intérieure, en plus des autres panoramas à 360e qu'on y trouve associés ; le château de Velika Horvatska n'y est visible que de la route principale, et à moitié masqué par des arbres, mais une photo associée au site montre l'autre façade.

## Le château de Velika Horvatska
Outre leur suzeraineté  sur le Veliki Tabor, les Rattkay ont également possédé la demeure de Velika Horvatska, à 800 m au nord-est du centre du village, d'abord construite par les familles Paifi et Erdődy.
Les sources la mentionnent comme manoir de 1571 à 1585 ; transformée en château par les Rattkay en 1611 pour marquer la limite sud de leur territoire, l'un des plus grands de la région, elle n'a, pour sa part, n'a pas été restaurée : des quatre ailes du château il n'en reste plus qu'une seule.

## Personnalités
- Veronika de Desinić, qui fait l'objet de deux légendes distinctes : celle d'un amour contrarié  et celle d'un tour de magie.

Il y a une fromagerie Veronika à Desinić !!!
- Đuro Prejac, fils de l'instituteur et organiste Juraj Prejac, né le 25 novembre 1870 à Desinić.

Le collège de Desinić porte son nom :  Osnovna Škola Đure Prejca—à moins que ce ne soit celui de son père
(mais celui-ci  était né en Slovénie et "Đuro" n'est pas un prénom slovène).

### Les jésuites de la famille Rattkay
- Georges II Rattkay, né le 22 décembre 1612 au Veliki Tabor, mort à Zagreb le 1 septembre 1666), fils de Pierre Rattkay et Barbara Erdődy, était prêtre et historien[63].
- Nicolas Rattkay (Nikola Ratkaj), né le 1er janvier 1601 au Veliki Tabor, mort en odeur de sainteté le 25 février 1662 en Inde, fut aussi jésuite, et missionnaire.
- Jean Rattkay, né au Veliki Tabor le 22 mai 1647, mort à Jesús Carichic (Mexique) le 26 décembre 1683, était également prêtre jésuite et missionnaire. On lui doit la première carte de la région des Tarahumaras (Province de Chihuahua).
- Etienne Rattkay (Stjepan Ratkaj) a également été prêtre jésuite[64].

## Les rendez-vous
- 23 avril : Fête de la Commune, fête de la Paroisse, fête de l'école, Saint Georges - exposition traditionnelle vinicole.
- 30 mai : Fête de la Souveraineté (Dan državnosti[65]) ; match de football traditionnel.
- 29 juin : Saint Pierre au Veliki Tabor ; manifestation culturelle avec tournoi d'escrime et fauconnerie.
- 26 juillet : Sainte Anne ; manifestation traditionnelle "Vu plavem trnaci[66]", Nuit de Desinić.
- 11 novembre : Saint Martin.